# Sauvitage
Sauvitage ist eine weiße Rebsorte, die 1988 durch Kreuzung an der Staatlichen Lehr- und Versuchsanstalt für Wein- und Obstbau Weinsberg entstanden ist. Sie zählt zu den pilzresistenten Rebsorten (sog. „PiWis“). Die Sorte besitzt eine sehr hohe Widerstandsfähigkeit gegenüber Peronospora und eine hohe Widerstandsfähigkeit gegen Oidium. Sie gilt als pflegeleicht, da sie über ein senkrechtes Wuchsverhalten verfügt und durch den lockeren Traubenaufbau auch eine sehr gute Beständigkeit gegen Traubenfäule zeigt.
Sauvitage entstammt einer Kreuzung der Elternsorten FR 147-66 und We 75-34-13. Der Zuchtstamm FR 147-66 vereint Erbanteile von Riesling und Grauburgunder mit Resistenzgenen gegen Pilzkrankheiten aus amerikanischen Vitis-Arten. We 75-34-13 ist eine Kreuzung von Sauvignon blanc, Riesling und der asiatischen Rebe Vitis amurensis. Letztere besitzt eine hohe Frostfestigkeit und eine sehr hohe Peronospora-Resistenz und begünstigt den lockeren Traubenaufbau.
Weine der Sorte Sauvitage zeigen eine exotisch-frische Aromatik mit harmonischem Charakter. Reif-fruchtige Sauvignon-blanc-Aromen, wie z. B. Stachelbeeren, verbinden sich mit einer meist milden, harmonischen Säure.